# Neoanthrenus macqueeni
Neoanthrenus macqueeni is een keversoort uit de familie spektorren (Dermestidae). De wetenschappelijke naam van de soort werd in 1949 gepubliceerd door Armstrong.